# Rid of Me
Rid Of Me is het tweede album van singer-songwriter PJ Harvey.
Het album werd uitgegeven in 1993. Het was het laatste album voor de split van het trio Harvey, Ian Olliver en Rob Ellis .
De stijl van het album leunt dicht aan bij PJ's debut Dry, hoewel de bluesachtige sound van Dry harder wordt gebracht op Rid Of Me.
Hoewel het helemaal geen commercieel album was, bereikte Rid Of Me de derde plaats in de UK album charts, behaalde het snel de zilver-status en kende het een Top 30-hit met de single 50Ft Queenie. Rid Of Me werd genomineerd voor de prestigieuze Mercury Music Prize. Het tijdschrift Melody Maker was slechts een van de vele die Rid Of Me als volgt prezen : "Geen enkele andere Britse artiest analyseert op zo'n agressieve manier de donkere kant van de mensheid of de menselijke zwarte humor; geen enkel andere Britse artiest bezet de kracht en het talent om zo'n album te maken." Spin Magazine gaf het album een weinig geziene 10/10 recensie en gaf het later de negende plaats in hun lijst met de beste albums van 1985-2005. In 2003 stond het album op de 405e plaats in de Rolling Stone lijst van de 500 beste albums Aller Tijden.
In 2004 sprak PJ Harvey als volgt over haar tweede album in een interview met Filter magazine : "Rid Of Me was de eerste plaat bij een groot platenlabel en ik wilde - meer dan ooit - laten zien dat ik niet bedeesd uit de hoek zou komen, zoals vaak verwacht wordt van artiesten bij grote platenlabels. Dus besloot ik om samen te werken met Steve Albini, iemand die zeker en vast geen commerciële producer is, en ik maakte dit 'moeilijke' album. En ik ben blij dat ik het gedaan heb, want ik denk dat het zeker de toon heeft gezet... Ik wilde de betrokken personen gewoon laten weten dat ik enkel iets doe waarbij ik m'n hart kan volgen, dat ik geen muziek kan maken die bij andere mensen dan mezelf past. Het album moet zijn zoals het is en als je het niet graag hoort, laat me dan met rust. Op dit moment ben ik al meer dan 12 jaar bij hetzelfde label en ik denk dat ze me heel goed kennen en me gewoon m'n ding laten doen."

## Tracklist
Alle liedjes zijn geschreven door PJ Harvey, behalve track 7 is een cover van Bob Dylan.
1. Rid of Me – 4:28
2. Missed – 4:25
3. Legs – 3:40
4. Rub 'Til It Bleeds – 5:03
5. Hook – 3:57
6. Man-Size Sextet – 2:18
7. Highway '61 Revisited – 2:57
8. 50 ft Queenie – 2:23
9. Yuri-G – 3:28
10. Man-Size – 3:16
11. Dry – 3:23
12. Me-Jane – 2:42
13. Snake – 1:36
14. Ecstasy – 4:26

## Medewerkers
- Polly Jean Harvey - Gitaar, Zang, Viool, Cello, Orgel
- Robert Ellis - Drums, Percussie, Backing-vocals
- Steve Vaughan - Bass

## Singles and promo-video's
1. 50 ft Queenie
2. Man-Size Sextet

## Charts

### Album
| Jaar | Chart             | Positie |
| ---- | ----------------- | ------- |
| 1993 | Heatseekers       | 10      |
| 1993 | The Billboard 200 | 158     |

### Singles
| Jaar       | Single       | Chart            | Positie |
| ---------- | ------------ | ---------------- | ------- |
| 1993 (Mei) | 50Ft Queenie | Uk Singles Chart | 27      |